# Estación de Sabadell Sur
Sabadell Sur (en catalán y oficialmente Sabadell Sud) es una estación ferroviaria situada en la ciudad española de Sabadell, en la provincia de Barcelona, comunidad autónoma de Cataluña. Forma parte de las líneas R4 (cercanías) de Rodalies de Catalunya.

## Situación ferroviaria
Se encuentra ubicada en el punto kilométrico 345,7 de la línea férrea de ancho ibérico que une Zaragoza con Barcelona por Lérida y Manresa a 152 metros de altitud. El tramo es de vía doble y está electrificado.

## La estación
El recinto, una de las tres estaciones de Adif con las que cuenta la ciudad, data de 1973. Fue construida poco después del soterramiento de las vías a su paso por el núcleo urbano. Aun así, y a diferencia de Sabadell Centro y Sabadell Norte no es una estación subterránea ya que se situó a escasos metros de la boca sur del túnel ferroviario que cruza la localidad para poder dotarla de funciones logísticas ya que con anterioridad los trenes de mercancías se detenían en el centro de Sabadell. Posteriormente dichas funciones se perdieron reduciendo de paso el número de vías del recinto. La estación cuenta con dos andenes, uno lateral y otro central al que acceden tres vías. 

## Servicios ferroviarios

### Cercanías
Forma parte de la línea R4 del núcleo de cercanías de Barcelona (Renfe y FGC) de Rodalies de Catalunya. La frecuencia media entre semana es un tren cada 20 minutos, mientras que los fines de semana los trenes circulan cada 30-60 minutos.
| << cabecera                                                         | < estación         | línea | estación >      | cabecera >>     |
| ------------------------------------------------------------------- | ------------------ | ----- | --------------- | --------------- |
| Rodalies de Catalunya de Renfe                                      |                    |       |                 |                 |
| Hospitalet Martorell Villafranca del Panadés San Vicente de Calders | Barberá del Vallés |       | Sabadell Centro | Tarrasa Manresa |
| Algunos trenes no efectúan parada en esta estación                  |                    |       |                 |                 |